# فولو كوبتر
ڤُولو كُوبِتر (بالأَلمانِيَّة: Volocopter GmbH)
هِي شرِكة أَلمانِيّة مُتخصِّصة في تَصنِيع المُروِّحِيات المدنِيّة الخفِيفة، ذَاتِيّة الْقِيادة، الّتِي تعمل بِالطّاقة الكهربَائِيّة. مُتبنِّيةٍ ڤُولو كُوبِتر سُبُل التّنقّل الآمنة والمُتطوِّرة.

## انظُر أيضاً
- طائرة بدون طيار.
- فولو كوبتر 2 إكس.
- مروحية عديمة دوار الذيل.

## وصِلات خارِجِيّة
- الصّفحة الرّسميّة لشرِكة ڤُولو كُوبِتر (باللُّغة الألمانِيّة، والإِنجِلِيزِيّة).

## مَراجع
1. ↑  وصلة مرجع: https://www.lobbyfacts.eu/datacard/volocopter-gmbh?rid=180720650981-07.
2. ↑  محدد موقع الموارد المُوحَّد: https://www.jeccomposites.com/news/by-jec/dirk-hoke-to-become-new-ceo-of-volocopter/.
3. ↑  الشّرِكة © الصّفحة الرّسميّة لشرِكة ڤُولو كُوبِتر (باللُّغَةُ الألمانِيّة). اُطُّلِع علَيه بِتَارِيخ 9 أُكتُوبر 2017م. نسخة محفوظة 09 أكتوبر 2017 على موقع واي باك مشين.